# 衙儀縣 (乂安府)
衙儀縣，是明代交阯承宣布政使司乂安府下轄的一個縣。治所約在今越南河靜省宜春縣境內。其境內有巴列山，山秀而園，為一方之鎮

## 沿革
- 古咸驩縣地
- 永樂五年（1407年）六月癸未置，屬乂安府[5][6][7][8][9][10]。
- 永樂十三年八月丁亥，並驩州之路平縣入衙儀縣[11]。
- 永樂十五年九月十四日丙寅（1417年10月23日），設交阯乂安府衙儀縣丹咍海門巡檢司[12]
- 永樂十七年秋八月癸未，交阯乂安府土官知府潘僚反，於衙儀縣與土官千戶陳苔等聚眾焚掠州縣[13]。
- 永樂十七年九月丙辰，並支羅縣、土油縣入衙儀縣[14][15]。